# Andreas Nick (Politiker)

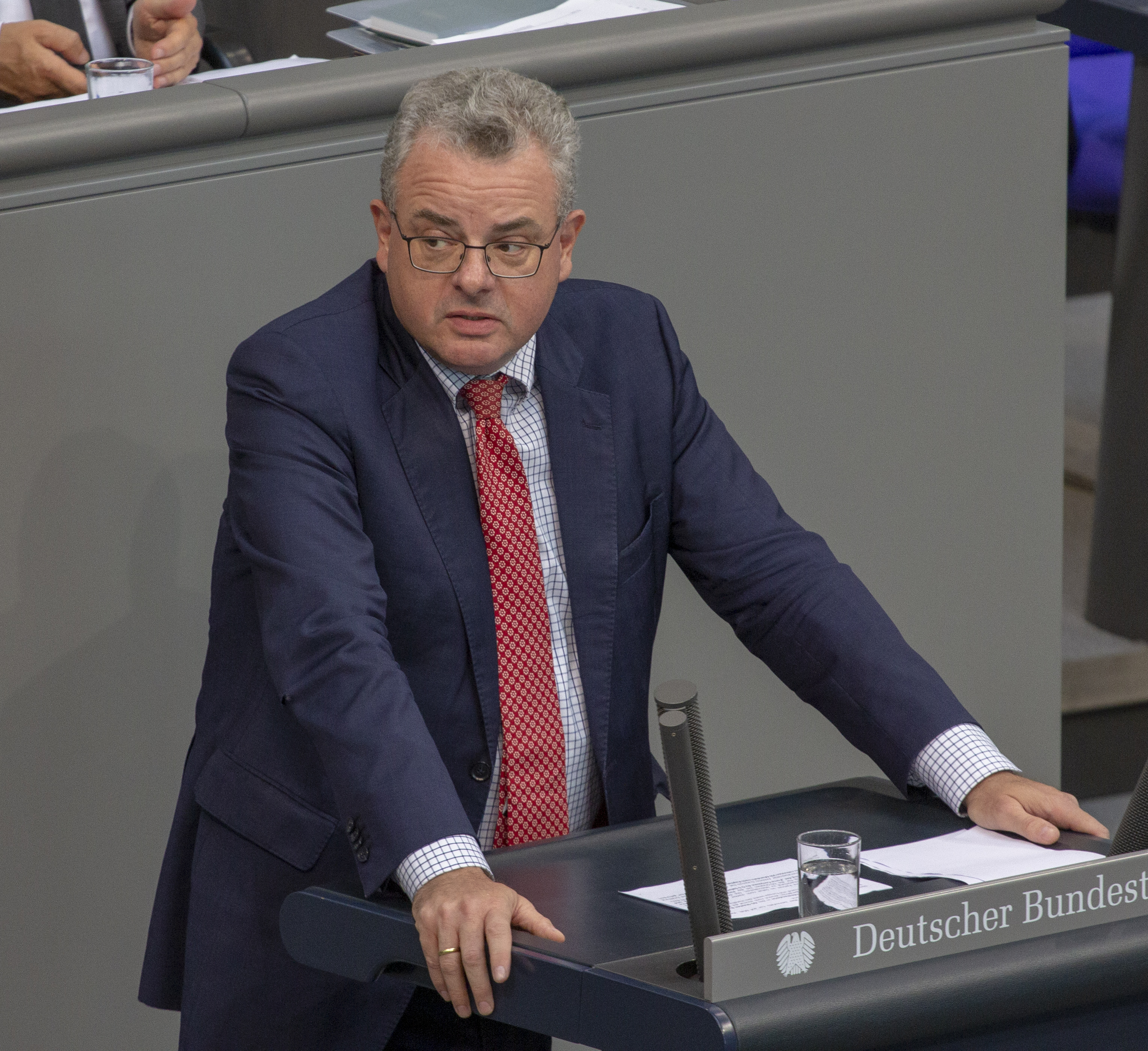
Andreas Nick (2019)

Andreas Nick (* 26. April 1967 in Koblenz-Moselweiß) ist ein deutscher Politiker (CDU) und Diplom-Kaufmann. Von 2013 bis 2021 war er als direkt gewählter Abgeordneter des Bundestagswahlkreises Montabaur ein Mitglied des Deutschen Bundestages.

## Leben und Beruf
Andreas Nick wuchs in Heiligenroth auf. Nach dem Abitur am Mons-Tabor-Gymnasium in Montabaur 1986 studierte Andreas Nick Betriebswirtschaftslehre an der Wissenschaftlichen Hochschule für Unternehmensführung (WHU – Otto Beisheim School of Management) in Vallendar mit Auslandssemestern im Jahr 1988 an der ESC Lyon (heute EMLYON Business School) und der Graduate School of Industrial Administration (heute Tepper Business School) der Carnegie Mellon University in Pittsburgh, USA.
Dem Studienabschluss als Diplom-Kaufmann 1990 folgte eine Tätigkeit als Wissenschaftlicher Mitarbeiter am Lehrstuhl für Betriebswirtschaftslehre, insbesondere Finanz- und Bankmanagement, an der WHU und 1994 die Promotion zum Dr. rer. pol.
Von 1994 bis 2005 war Andreas Nick beruflich im Corporate Finance-Geschäft bei mehreren internationalen Investmentbanken (Barclays/BZW, Credit Suisse First Boston und UBS) in Frankfurt/Main und London tätig, zuletzt als Head of M&A Germany bei UBS.
In den Jahren 2005/2006 absolvierte Nick ein Mid-Career-Studium an der Paul H. Nitze School of Advanced International Studies (SAIS) der Johns Hopkins University in Washington DC, das er 2006 als „Master of International Public Policy (M.I.P.P.)“ abschloss.
Von 2006 bis 2011 war er Managing Director und Leiter der Mergers & Acquisitions(M&A)-Beratung beim Bankhaus Sal. Oppenheim jr. & Cie. KGaA in Frankfurt/Main.
2011 nahm er am Executive Education-Programm „The Global Economy“ bei Niall Ferguson an der Harvard Business School, Cambridge MA, teil. 2016 absolvierte Nick das Programm "Policymaking in the 21st Century" an der Kennedy School of Government der Harvard University in Cambridge, MA.
Anfang 2012 wurde er zum Professor für Corporate Finance an der Frankfurt School of Finance & Management berufen, wo er bis Ende 2013 vor allem Kurse zu Mergers & Acquisitions und Private Equity unterrichtete.
Von 2007 bis 2013 gehörte er dem Board of Trustees des American Institute for Contemporary German Studies (AICGS) in Washington DC an. Im Frühjahr 2022 war er Mercator-IPC Senior Fellow am Istanbul Policy Center (IPC) der Sabancı-Universität Stiftung Mercator Initiative in Istanbul.
Seit dem 1. Juli 2022 ist er Partner der Unternehmensberatung Brunswick Group.
Dem Aufsichtsrat der Böker & Paul AG, Kanzlei für Vermögensmanagement in Montabaur, gehört er seit 2010 an.
Andreas Nick ist verheiratet und Vater zweier Töchter.

## Politik
Andreas Nick ist seit 1984 Mitglied der CDU. Von 1986 bis 1990 war er Stipendiat des Instituts für Begabtenförderung der Konrad-Adenauer-Stiftung. Von 1991 bis 1995 war er Kreisvorsitzender der Jungen Union Westerwald und von 1992 bis 2000 Mitglied im Landesvorstand der Jungen Union Rheinland-Pfalz.
Seit 1998 ist er Mitglied des Kreistags im Westerwaldkreis. Im Juni 2024 wurde er mit 42.078 Personenstimmen erneut in den Westerwälder Kreistag und mit 8.888 Personenstimmen erstmals in den Verbandsgemeinderat Montabaur gewählt.
2014 wurde Andreas Nick zum Kreisvorsitzenden der CDU Westerwald gewählt. 2016 und 2018 wurde er in diesem Amt bestätigt. Im April 2022 kandidierte er nicht erneut. Dem Vorstand des CDU-Bezirksverbands Koblenz-Montabaur gehörte er von 1991 bis 2023 an, seit 2017 als stellvertretender Bezirksvorsitzender.
Im Herbst 2014 wurde er von CDU-Generalsekretär Peter Tauber als Mitglied in den neu gebildeten Bundesfachausschuss Außen-, Sicherheits-, Entwicklungs- und Menschenrechtspolitik der CDU Deutschlands unter Vorsitz von Roderich Kiesewetter berufen. Im Frühjahr 2018 berief ihn Generalsekretär Paul Ziemiak erneut in den nunmehr von Tanja Gönner und Johann Wadephul geleiteten Bundesfachausschuss Äußere Sicherheit.

### Deutscher Bundestag

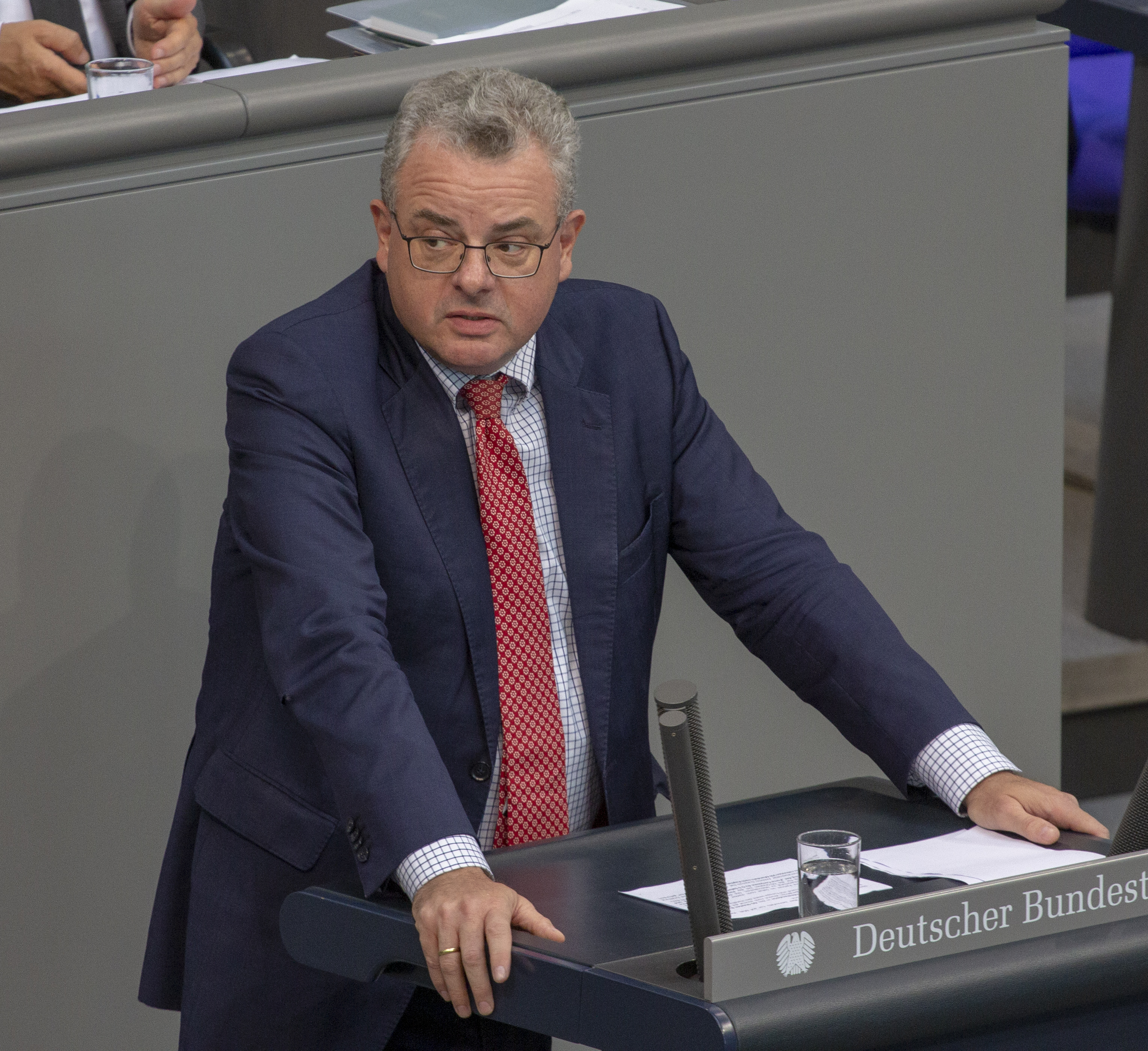
Andreas Nick, 2019 im Deutschen Bundestag

Im September 2012 wurde er von den beiden CDU-Kreisverbänden im Westerwaldkreis und Rhein-Lahn-Kreis in der Nachfolge von Joachim Hörster als Direkt-Kandidat im Bundestagswahlkreis Montabaur nominiert. Bei der Bundestagswahl am 22. September 2013 wurde Andreas Nick mit 49,3 % der Erststimmen im Bundestagswahlkreis Montabaur als Wahlkreis-Abgeordneter gewählt. Am 24. September 2017 wurde er mit 43,3 % der Erststimmen erneut in den Bundestag gewählt.
In der 19. Wahlperiode war er erneut Mitglied im Auswärtigen Ausschuss und als federführender Berichterstatter seiner Fraktion für den Europarat, die Vereinten Nationen und globale Ordnungsfragen sowie als Regionalberichterstatter für die Türkei, Ungarn, und Südamerika zuständig. Seit Mai 2018 war er zugleich Obmann der CDU/CSU im Unterausschuss Vereinte Nationen, Internationale Organisationen und Globalisierung. Außerdem ist Andreas Nick stellvertretendes Mitglied im Finanzausschuss und im Ausschuss Digitale Agenda.
Andreas Nick gehörte der Landesgruppe Rheinland-Pfalz und dem Parlamentskreis Mittelstand (PKM) der CDU/CSU-Bundestagsfraktion an sowie dem Kardinal Höffner-Kreis (Joseph Höffner), in dem sich katholische Abgeordnete der Unionsfraktion zusammengeschlossen haben. In der 19. Wahlperiode gehörte er der deutsch-britischen und der deutsch-indischen Parlamentariergruppe sowie der neugebildeten Parlamentariergruppe für die ConoSur-Staaten (Argentinien, Chile, Uruguay, Paraguay) sowie der Europa-Union Parlamentariergruppe Deutscher Bundestag an.
Bei der Bundestagswahl 2021 unterlag er in seinem Wahlkreis knapp als Direktkandidat und verpasste auch über die Landesliste den erneuten Einzug in den Deutschen Bundestag. Ende Juni 2024 teilte er mit, dass er für eine erneute Kandidatur für den Deutschen Bundestag im Wahlkreis Montabaur bei der Bundestagswahl aus beruflichen und persönlichen Gründen nicht mehr zur Verfügung stehe.

### Parlamentarische Versammlung des Europarats
Auf Vorschlag der CDU/CSU-Bundestagsfraktion wurde Andreas Nick im Januar 2018 zum Leiter der deutschen Delegation in der Parlamentarischen Versammlung des Europarates gewählt.
Anschließend wählte die Parlamentarische Versammlung des Europarats in Straßburg ihn von 2018 bis 2022 auch zu einem ihrer Vizepräsidenten. In dieser Funktion gehörte er von 2018 bis 2022 dem Präsidium (Bureau) und dem Ständigen Ausschuss der PV des Europarats an. Von Januar 2020 bis Januar 2022 war er 1. Stellvertretender Vorsitzender des Ausschusses für politische Angelegenheiten und Demokratie.
Er war von 2014 bis 2022 auch einer der stellvertretenden Vorsitzenden der Fraktion der Europäischen Volkspartei (EVP) in der PV des Europarats.
Im Januar 2019 war er Berichterstatter in der Dringlichkeitsdebatte zum Thema „The escalation of tensions around the Sea of Azov and the Kerch Strait and threats to European security“. Im März 2021 wurde er vom Ausschuss für politische Angelegenheiten und Demokratie zum Berichterstatter für das Thema „Strengthening the role of the Council of Europe as a cornerstone of the European political architecture“ ernannt.
Im Mai 2022 war er während seiner Zeit als Mercator-IPC Fellow am Istanbul Policy Center (IPC) als Sachverständiger zum Bericht „Security in the Eastern Mediterranean“ im Rahmen der Sitzung des Ausschusses für Politische Angelegenheiten und Demokratie in Chania auf Kreta geladen.
Andreas Nick war außerdem stellvertretendes Mitglied der Parlamentarischen Versammlung der OSZE.

### Mitgliedschaften
Als Außenpolitiker ist er regelmäßiger Teilnehmer bei internationalen Begegnungen wie der Munich Security Conference, dem Congress Bundestag Forum, das vom German Marshall Fund und der Robert Bosch Stiftung getragen wird, dem Halifax International Security Forum, den Potsdamer Begegnungen des Deutsch-Russisches Forum, dem Club Rhénan der Konrad-Adenauer-Stiftung und der Fondation Robert Schuman der Königswinter-Konferenz der Deutsch-Britischen Gesellschaft, dem Bergedorfer Gesprächskreis der Körber-Stiftung oder den "Globalen Atlantikern" der Friedrich-Ebert-Stiftung.
Außerdem gehört er zu den regelmäßigen Teilnehmern des seit 2013 von den Abgeordneten Jens Spahn und Omid Nouripour koordinierten Gesprächskreises von Bundestagsabgeordneten aus CDU/CSU und Bündnis 90/Die Grünen, der sogenannten Pizza-Connection.
Andreas Nick ist u. a. Mitglied der DGAP, der Europa-Union, des C-Netz-Vereins für Netzpolitik sowie der Deutschen Gesellschaft für die Vereinten Nationen; im Wahlkreis gehört er u. a. dem Westerwald-Verein, dem "Forum Abtei Marienstatt e. V." sowie dem Verein für Nassauische Altertumskunde und Geschichtsforschung an. Nick ist auch Mitglied im EFC BundesAdler e. V., dem offiziellen Fanclub von Eintracht Frankfurt im Deutschen Bundestag, und bei "InPraxi e. V. – WHU Alumni Association".
Seit Juli 2021 ist er stellvertretender Verbandsvorsteher des Sparkassenzweckverbands Nassau, des Trägers der Nassauische Sparkasse in Wiesbaden; zuvor war er seit 2014 Mitglied der Verbandsversammlung. Seit Juni 2017 ist er stellvertretender Vorsitzender des Vorstands der Stiftung Europa-Haus Marienberg, einer gemeinnützigen öffentlichen Stiftung bürgerlichen Rechts, die Träger der Bildungs- und Begegnungsstätte Europa-Haus in Bad Marienberg ist.
Anfang 2022 wurde er als Berater in den Ständigen Arbeitskreis des Sachbereichs 6 „Nachhaltige Entwicklung und globale Verantwortung“ im Zentralkomitee der deutschen Katholiken berufen.